# Поляниця (Надвірнянський район)
Поляни́ця (іст. назва — Поляниця Поповичівська, до 2008 року — Паляниця) — село в Україні, адміністративний центр Поляницької сільської громади, що в Надвірнянському районі Івано-Франківської області. Село входить до складу Карпатського національного природного парку.

## Географія
Село розташоване на висоті 850—930 м над рівнем моря, у південно-західній частині Івано-Франківської області, у центральній частині Українських Карпат, у межах гірського масиву Ґорґани.
На північний схід від села розташована гора Хом'як (1542 м), а на півночі — хребет Синяк. На північний захід від села розташований пішохідний перевал Столи (1130 м).
На струмку Бо́гдан, ліва притока річки Прутець Яблуницький, розташований водоспад Богдан.

## Назва
У дорадянські часи село мало назву Поляниця Поповичівська. Згідно з рішенням Івано-Франківської обласної ради від 19 вересня 2008 року село перейменовано з Паляниця на Поляниця.

## Історія
В селі поховані загиблі в серпні 1943 р. в бою з німецькими окупантами стрільці рою «Вивірки» вишкільного куреня УНС «Чорні чорти» ім. Є. Коновальця «Дуб», «Іскра» і «Чернець».

### Учасники визвольної боротьби ОУН та УПА

#### Затримані та засуджені за участь у визвольній боротьбі
- Яків Гундяк, 1912 р. н., с. Паляниця Надвірнянського району, українець, освіта початкова. Проживав у с. Паляниця, селянин. Заарештований 27.12.1944. Звинувачення: член ОУН, псевдо — Варшава, проводив антирадянську агітацію. Військовим трибуналом військ НКВС Станіславської області 12.04.1945 засуджений на 10 років позбавлення волі та 3 роки пораження в правах із конфіскацією майна. Реабілітований 03.12.1992;
- Федір Дрозд, 1928 р. н., с. Паляниця Надвірнянського району, українець, освіта початкова. Проживав нелегально. Заарештований 23.05.1945. Звинувачення: вояк УПА (боївка Шугая, 1944), псевдо — Горобець. Військовим трибуналом військ НКВС Станіславської області 30.07.1945 засуджений на 10 років позбавлення волі із конфіскацією майна. Реабілітований 13.01.1995;
- Степан Кабалюк, 1910 р. н., с. Паляниця Надвірнянського району, українець, освіта початкова. Проживав у с. Паляниця, лісоруб. Заарештований 27.12.1944. Звинувачення: член ОУН, псевдо — Горобець, збирав продукти для УПА. Військовим трибуналом військ НКВС Станіславської області 12.04.1945 засуджений на 10 років позбавлення волі та 3 роки пораження в правах із конфіскацією майна. Реабілітований 03.12.1992;
- Дмитро Микулець, 1920 р. н., с. Паляниця Надвірнянського району, українець, освіта початкова. Проживав у с. Паляниця, селянин. Заарештований 24.12.1944. Звинувачення: у 1943—1944 служив у дивізії «СС-Галичина». Військовим трибуналом військ НКВС Станіславської області 13.03.1945 засуджений на 10 років позбавлення волі та 5 років пораження в правах із конфіскацією майна. Реабілітований 28.07.1992;
- Василь Молдавчук, 1915 р. н., с. Паляниця Надвірнянського району, українець, освіта початкова. Проживав у с. Паляниця, лісоруб. Заарештований 27.12.1944. Звинувачення: член ОУН, псевдо — Білогрудець. Військовим трибуналом військ НКВС Станіславської області 12.04.1945 засуджений на 10 років позбавлення волі та 3 роки пораження в правах із конфіскацією майна. Реабілітований 03.12.1992.

#### Загинули у збройній боротьбі
- Василь Вербицький, 1925 р. н, с. Поляниця Надвірнянського району, українець, освіта початкова. Проживав у с. Поляниця, селянин. Заарештований 22.11.1944. Звинувачення: член ОУН, псевдо — Барабаш , станичний ОУН. Військовим трибуналом військ МВС Станіславської області 12.04.1945 засуджений на 20 років позбавлення волі та 5 років пораження в правах із конфіскацією майна. Загинув 20.07.1945 в ув'язненні, місце поховання невідоме. Реабілітований 03.12.1992;
- Василь Єник, 1926 р. н., с. Паляниця Надвірнянського району, українець, освіта початкова. Проживав у с. Паляниця, боєць винищувального батальйону. Заарештований 07.01.1945. Звинувачення: член ОУН, псевдо — Сокіл, збирав продукти для УПА. Військовим трибуналом військ МВС Станіславської області 12.04.1945 засуджений на 10 років позбавлення волі та 3 роки пораження в правах із конфіскацією майна. Загинув 15.08.1945 в ув'язненні, місце поховання невідоме. Реабілітований 03.12.1992;
- Анастасія Варастюк, 1929, с. Паляниця Надвірнянського району, розвідниця боївки Шугая, Синичка, загинула 27.02.1949, невідомо;
- Богдан Горішній, 1912, с. Паляниця Надвірнянського району, охоронець райпроводу ОУН, Малий, Пімста, загинув 09.02.1948, м. Яремче.;
- Олексій Мироняк, 1910 р. н., с. Микуличин Надвірнянського району, українець, малописьменний. Проживав у с. Паляниця, боєць винищувального батальйону. Заарештований 22.01.1945. Звинувачення: член ОУН, псевдо — Цимбаліст, зв’язковий УПА. Військовим трибуналом військ НКВС Станіславської області 20.04.1945 засуджений на 15 років позбавлення волі та 5 років пораження в правах із конфіскацією майна. Загинув в ув’язненні, місце поховання невідоме 26.07.1945. Реабілітований 20.08.1991.

#### Загинули у межах самого села
- Петро Білусяк, 1922, с. Манява Богородчанського району, стрілець сотні Вихора, боївки райпроводу ОУН, Дорошенко, загинув 25.01.1952, с. Паляниця Надвірнянського району;
- Михайло Борисюк, 1897, с. Зелена Надвірнянського району, господарчий референт надрайпроводу ОУН, Пімста, загинув 12.03.1951, с. Паляниця Надвірнянського району;
- Дмитро Куртяк, 1927, с. Микуличин Надвірнянського району, стрілець боївки Шугая, Білий, загинув 22.01.1947, с. Паляниця Надвірнянського району;
- Микола Симчич, 1923, с. Вижній Березів Косівського району, охоронець боївки кущової ОУН, Чабан, загинув жовтень 1948, с. Паляниця Надвірнянського району. [2]

## Населення

### Мова
Розподіл населення за рідною мовою за даними перепису 2001 року:
| Мова       | Кількість | Відсоток |
| ---------- | --------- | -------- |
| українська | 615       | 100%     |

## Сьогодення
Неподалік від села, біля підніжжя гори Буковець, розташований гірськолижний курорт Буковель — найбільший і найсучасніший гірськолижний курорт України.